# Alte Kolonie Eving

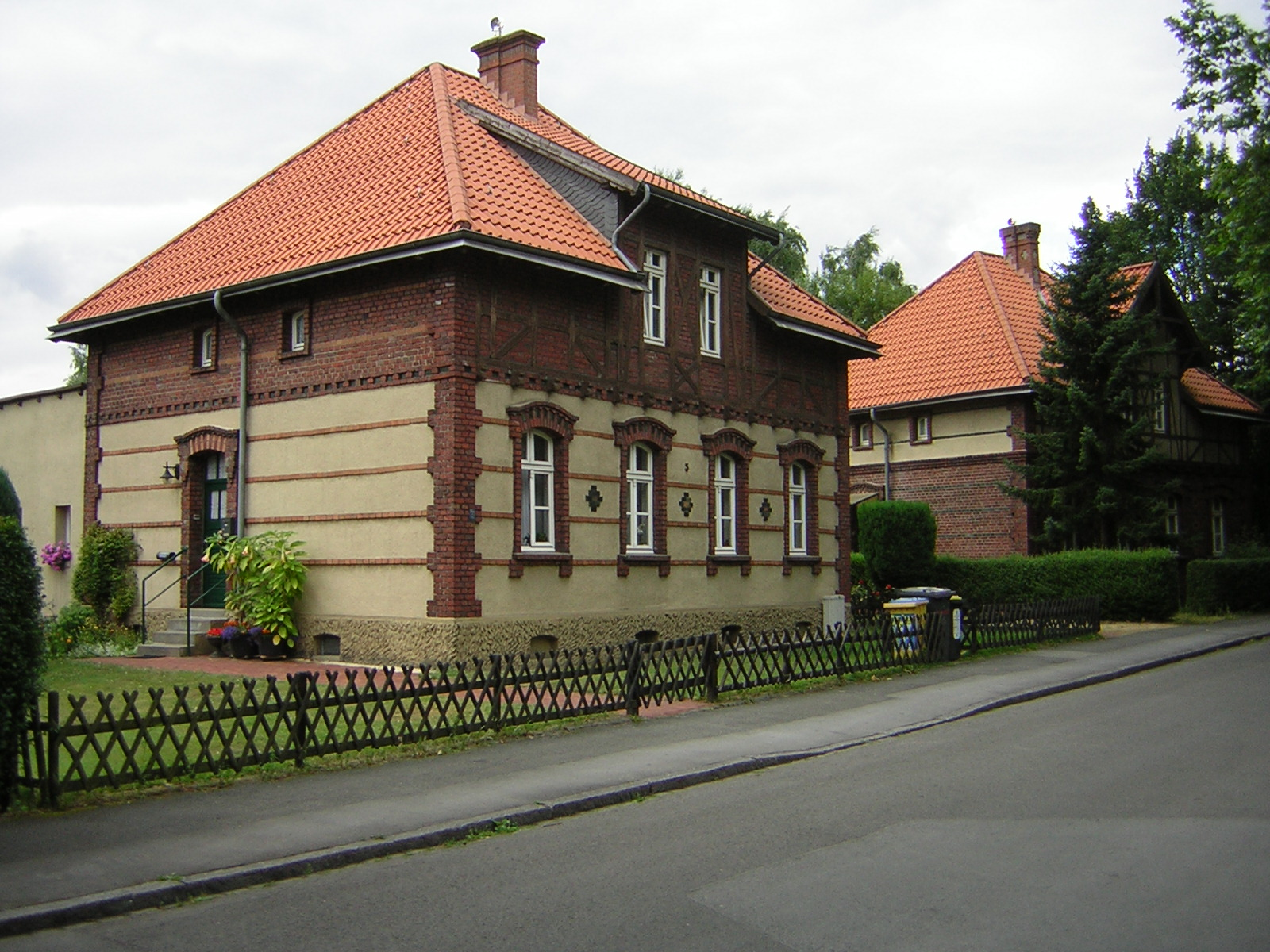
Typisches Haus der Alten Kolonie Eving. Standort: Nollendorfplatz.

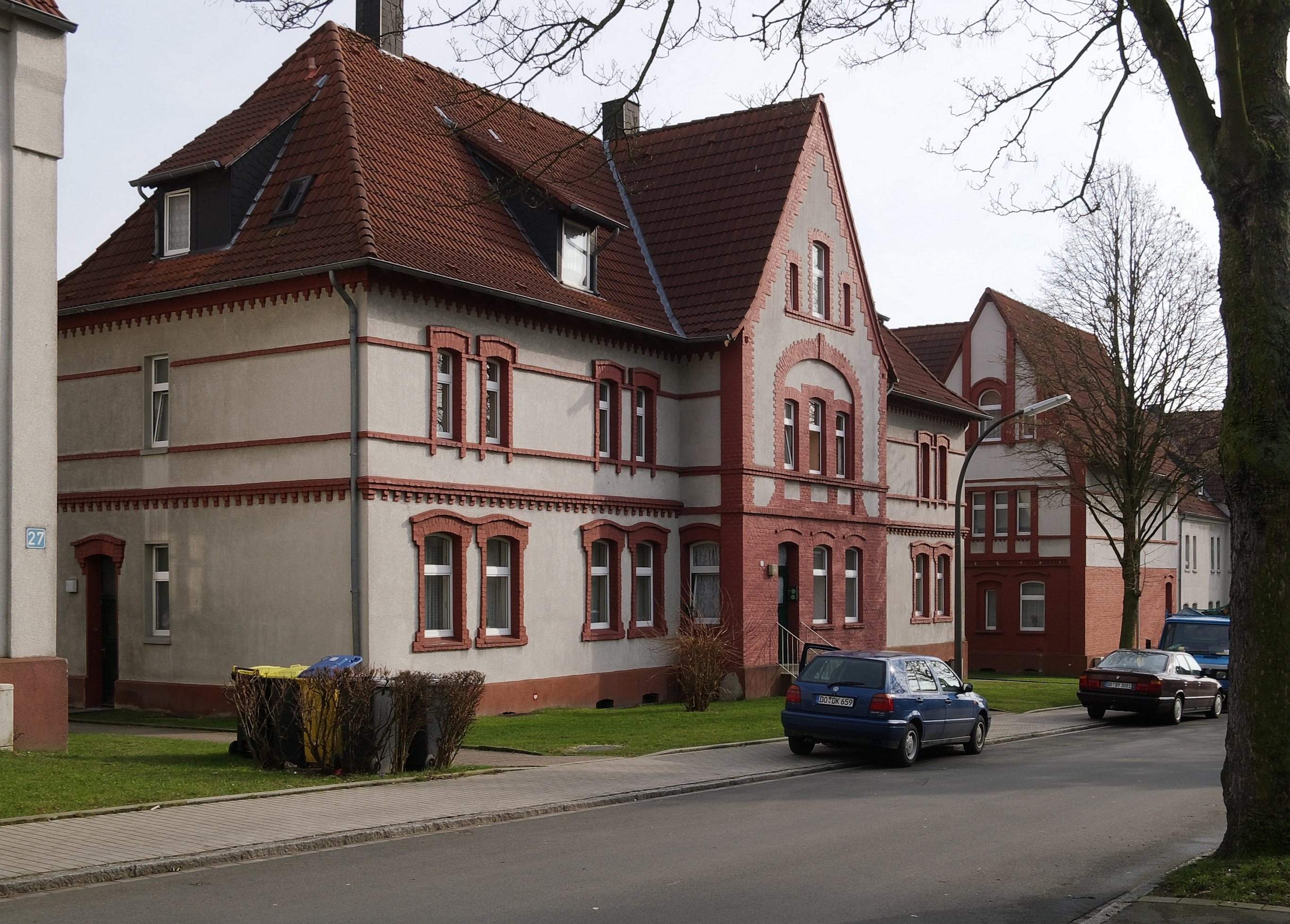
Mehrfamilienhaus an der Schillstraße

Die Alte Kolonie Eving ist eine denkmalgeschützte Arbeitersiedlung im Dortmunder Stadtteil Eving.
Die Siedlung wurde zwischen 1898 und 1899 von der Zeche Vereinigte Stein und Hardenberg für in dieser Zeit verstärkt angeworbene auswärtige Arbeiter errichtet und bestand ursprünglich aus 76 Häusern mit 270 Wohnungen. Zentrum der Siedlung ist das Wohlfahrtsgebäude Kolonie Eving am Nollendorfplatz.
Alle Wohnungen waren mit fließendem Wasser und Ofenheizung ausgestattet und verfügten über einen eigenen Eingang, einen Stall sowie Gartenland. Dies war für die überwiegend aus bäuerlichen Gegenden Osteuropas angeworbenen Bergleute enorm wichtig zur Integration in eine städtische Wohnsituation. 
In den 1970er Jahren wurde der drohende Abriss der Kolonie durch das Engagement einer Bürgerinitiative verhindert, der größte Teil der Siedlung blieb erhalten und wurde anschließend als Ensemble der Industriekultur unter Denkmalschutz gestellt. Einzelne Gebäude sind als Baudenkmale in die Denkmalliste der Stadt Dortmund eingetragen.
Seit 2013 ist das Archiv für populäre Musik im Ruhrgebiet im ehemaligen Wohlfahrtsgebäude der Zeche Minister Stein, dem Evinger Schloss am Nollendorfplatz Nummer 2 ansässig.